# Patience Avre
Patience Avre (10 de junho de 1976) é uma ex-futebolista nigeriana que atuava como atacante.

## Carreira
Patience Avre integrou o elenco da Seleção Nigeriana de Futebol Feminino, nas Olimpíadas de 2000. 